# Ljubo Čupić
Čedomir Ljubo Čupić (crnogor. ćiril. Чедомир Љубо Чупић, 1913. – 1942.), komesar čete u nikšićkom odredu NOP-a i narodni heroj Jugoslavije. 
Njegovo hrabro držanje i pobjedonosni osmijeh na gubilištu ovjekovječen je fotografijom koja je postala jedan od simbola crnogorske antifašističke borbe.
Čupić je članom ilegalne KPJ postao 1941. godine. Početkom srpnja 1941. godine, izbjegao je iz okupiranog Nikšića i potom pristupio partizanskoj četi Đuro Đaković.
Zarobljen je travnja 1942. godine, nakon borbe protiv četnika na Kablenoj Glavici kod Nikšića. 
U zatvoru, gdje je bio mučen, pokazao je junačko držanje i prkos. Četnički sud mu je javno sudio u okupiranom Nikšiću. Britkom riječju otvoreno je izvrgao ruglu vijećnike toga suda i četnike koji su ga, zajedno s drugim zarobljenim partizanima, osudili na smrt. 
9. svibnja 1942. godine izveden je na strelište ispod Petrove Glavice kod Nikšića. I na strelištu je nastavio bodriti drugove.
Za narodnog heroja proglašen je 10. lipnja 1953. godine.